# The Stand Up
The Stand Up (ザ・スタンド・アップ?) es una banda de punk rock japonesa formada el 1 de abril de 2001, oriunda de Kumagaya, Saitama. Debutaron con el sencillo Yoake no Hikari/Eien Janai Yorokobi yo en 2003, bajo el auspicio de BMG Music Japan. En 2006, el grupo se trasladó a la discográfica Nippon Crown. A finales de 2008, The Stand Up entró en un período de inactividad que se extendió hasta mayo de 2012, cuando reanudaron sus actividades profesionales.
Varias de sus canciones han sido utilizadas como temas de apertura y cierre para la serie de anime Kyō Kara Maō!, incluyendo Hate Shinaku Tōi Sora ni, Sutekina Shiawase, Romantic Morning y Hitsuyou no Pocket. 

## Miembros
- Takanori Sakamoto - vocalista
- Takehiro Ōta - guitarrista
- Atsushi Fukushima - bajista
- Yasuhiro Tsukakoshi - baterista

## Discografía

### Sencillos
- 2003: Yoake no Hikari/Eien Janai Yorokobi yo (夜明けの光/永遠じゃない喜びよ)
- 2004: Hitotsu no Hajimari (ひとつのはじまり)
- 2005: Hate Shinaku Tōi Sora ni (果てしなく遠い空に)

### Álbumes
- 2002: Ima, Bokura, Aruku Michi. (今、僕等、歩く道。)
- 2003: Chippoke na Yūki … . (ちっぽけな勇気と…。)
- 2004: Aoi Hoshi to Kimi no Kotoba (青い星と君の言葉)
- 2005: Slow Operation (Miniálbum)
- 2006: Rebel to Madness
- 2007: Yes, everytime

### DVD
- 2004: Punch! – Ai to Yūjō no Seishun Katsugeki (PUNCH!～愛と友情の青春活劇～)